# Raiguer
Le Raiguer (officiellement es Raiguer en catalan ; El Raiguer en espagnol castillan) est une comarque de l'île de Majorque de la communauté autonome des Îles Baléares en Espagne.

## Communes
| Commune              | Habitants |
| -------------------- | --------- |
| Alaró                | 5 178     |
| Alcúdia              | 18 327    |
| Binissalem           | 7 030     |
| Búger                | 1 066     |
| Campanet             | 2 601     |
| Consell              | 3 413     |
| Inca                 | 29 450    |
| Lloseta              | 5 655     |
| Mancor de la Vall    | 1 146     |
| Marratxí             | 32 380    |
| Sa Pobla             | 12 455    |
| Santa María del Camí | 5 672     |
| Selva                | 3 370     |